# Enterocytozoon bieneusi
Enterocytozoon bieneusi ist eine zu den Microsporidia gehörende Art, die als obligat intracellulärer Parasit intestinale Epithelzellen befallen kann.
Die Erstbeschreibung und -benennung erfolgte 1985.
Laboruntersuchungen werden durch Schwierigkeiten bei der Anzucht behindert. Daher überwogen anfangs mikroskopische Verfahren (die Sporen sind bis zu 1,6 Mikrometer groß). Inzwischen kann man Zellkulturen dadurch erzeugen, dass man durch Aspiration oder Biopsie potentielle Wirtszellen entnimmt und auf eine Monolage von Nierenzellen aus Westlichen Grünmeerkatzen gibt. Dann erfolgt die Inokulation, worauf sich innerhalb einiger Wochen Sporen bilden. Für die Untersuchung von Stuhlproben sind aber mikroskopische Verfahren mit Hilfe von Fluoreszenzfarbstoff einfacher und schneller und werden daher bevorzugt.
Der Organismus ist ein Eukaryot, der aber weder Mitochondrien noch Ribosomen besitzt. Wie andere Microspora auch stellt ein Polfaden den Kontakt einer Enterocytozoon-Spore zu der Wirtszelle her, wodurch dann das Zellplasma in diese eindringen kann. Per Merogonie können dann Tochterkerne des Eindringlings entstehen. Nach dieser Vervielfältigung folgt die Ummantelung des neuen Kernmaterials, d. h. die Bildung der neuen Sporen. Der Polfaden weist eine bestimmte Anzahl von Polarfilamentwindungen auf, die ein Unterscheidungsmerkmal von anderen Microspora-Arten ist.

## Klinik
Als Wirte kommen vor allem Tiere, zum Beispiel Schweine (dort häufig; selbstlimitierende Diarrhoe verursachend), in Betracht. Da der Organismus auch in Wassergräben nachgewiesen wurde, liegt ein fäkal-oraler Übertragungsweg über Gülle nahe. Von den Menschen sind immunkompromittierte Personen empfänglich (dort Cholangitis bzw. Gallenblasenentzündung oder intestinale Infektionen mit Diarrhoe und selten Atemwegsinfektionen verursachend). Bis zur Ausbreitung von AIDS hatte dieser Parasit nur eine geringe Verbreitung bei Menschen.
Ein Ansatzpunkt zur Behandlung ist die Biosynthese von Chitin, sodass Albendazol und Fumagillin in Frage kommen.